# Distretto di Yedisu
Il distretto di Yedisu (in turco Yedisu ilçesi) è uno dei distretti della provincia di Bingöl, in Turchia.